# 梁州 (曹魏)
梁州，曹魏设置的州，其后辖区多有变化，在今陕西、四川、重庆、贵州省市境内。

## 沿革
曹魏元帝景元四年（263年），魏灭蜀汉。同年十二月壬子（264年2月5日）（一说泰始三年（267年）），分蜀汉故地为益、梁二州，各领八郡。梁州原是传统的汉地九州之一。最初，梁州的治所在沔阳县（今陕西省勉县东旧州铺）。
西晋太康三年（282年），移治南郑县（今陕西汉中市东）。辖境相当今陕西省留坝、佛坪等县以南，西乡、镇巴及重庆市巫溪、奉节、忠县、酉阳等县以西，四川省青川、江油、中江、遂宁，重庆市璧山、永川等市县以东，及贵州省桐梓、道真、正安等县地。其后屡有迁徙，先后治西城县（今陕西安康市西北汉水北岸）、苞中县（今陕西汉中市西北大钟寺）、城固县（今陕西城固县东八里）等。
南朝宋元嘉十一年（434年）仍还治南郑县。隋朝大业三年（607年），梁州废。唐朝武德元年（618年）复置，辖境相当今陕西省汉中、城固、南郑、勉县等市县及宁强县北部地区。同年，又以西乡县、黄金县、兴势县置洋州。武德八年（625年），利州废除，绵谷县、金牛县来属。开元十三年（725年），以梁州、凉州音相似，更名褒州。二十年（732），复为梁州。天宝元年（742年）改置汉中郡，乾元元年（758年）复为梁州，兴元元年（784年）改置兴元府。
| 隋代行政区划变遷 | 隋代行政区划变遷 | 隋代行政区划变遷 | 隋代行政区划变遷     | 隋代行政区划变遷 | 隋代行政区划变遷 | 隋代行政区划变遷 | 隋代行政区划变遷 | 隋代行政区划变遷 | 隋代行政区划变遷 | 隋代行政区划变遷                                      |
| 区划             | 開皇元年         | 開皇元年         | 開皇元年             | 開皇元年         | 開皇元年         | 開皇元年         | 開皇元年         | 開皇元年         | 区划             | 大業三年                                              |
| ---------------- | ---------------- | ---------------- | -------------------- | ---------------- | ---------------- | ---------------- | ---------------- | ---------------- | ---------------- | ----------------------------------------------------- |
| 州               | 梁州             | 梁州             | 梁州                 | 梁州             | 洋州             | 洋州             | 洋州             | 集州             | 郡               | 漢川郡                                                |
| 郡               | 漢川郡           | 褒内郡           | 華陽郡               | 儻城郡           | 洋川郡           | 丰寧郡           | 洋中郡           | 平桑郡           | 县               | 南鄭县 城固县 褒城县 西县 興勢县 黄金县 西乡县 難江县 |
| 县               | 南鄭县 城固县    | 褒内县 白雲县    | 華陽县 嶓冢县 沔陽县 | 興勢县 龙亭县    | 洋川县 黄金县    | 丰寧县 怀昌县    |                  | 難江县           | 县               | 南鄭县 城固县 褒城县 西县 興勢县 黄金县 西乡县 難江县 |

| 唐朝梁州辖县 | 唐朝梁州辖县                                                                                 |
| ------------ | -------------------------------------------------------------------------------------------- |
| 618年        | 南郑县、城固县、褒城县（改为褒中县）、西县（兴势县、黄金县、西乡县改属洋州，难江县改属集州） |
| 619年        | 南郑县、城固县（改为唐固县）、褒中县（西县改属褒州）                                         |
| 620年        | 南郑县、唐固县、褒中县（增白云县）                                                           |
| 625年        | 南郑县、唐固县、褒中县、白云县（西县、金牛县来属）                                           |
| 626年        | 南郑县、唐固县、褒中县、西县、金牛县（废除白云县）                                           |
| 628年        | 南郑县、唐固县（改为城固县）、褒中县、西县、金牛县                                           |
| 629年        | 南郑县、城固县、褒中县（改为褒城县）、西县、金牛县                                           |
| 730年        | 南郑县、城固县、褒城县、西县、金牛县                                                         |
| 742年        | 南郑县、城固县、褒城县、西县、金牛县（三泉县来属）                                           |

## 刺史

### 西晋
- 解修（265年－267年）
- 胡罴（272年－274年）
- 杨攸（275年－277年）
- 徐干（282年－285年）
- 丁弥（285年－287年）
- 寿良（290年－293年）
- 杨欣（294年）
- 栗凯（296年－297年）
- 罗尚（298年－301年）
- 皇甫商（301年）
- 许雄（302年－303年）
- 游楷（302年）
- 张殷（304年－305年）
- 张光（306年－313年）
- 胡子序（313年）

### 东晋
- 周访（317年－320年）
- 甘卓（320年－322年）
- 郭舒（322年－323年）
- 任愔（323年－324年）
- 陈頵（329年－332年）
- 蒋巽（332年－335年）
- 庾怿（336年－339年）
- 陈嚣（339年－342年）[10]
- 桓宣（343年－344年）
- 司马勋（344年－366年）
- 杨亮（369年－373年）
- 毛穆之（374年－376年）
- 朱序（377年－379年）
- 丁穆（379年）
- 杨亮（383年－386年）
- 周琼（386年－392年）
- 王正胤（395年－398年）
- 郭铨（399年－401年）
- 桓希（403年－404年）
- 毛璩（404年）
- 毛瑾（405年）
- 杨孜敬（406年）
- 刘稚（406年）
- 杨思平（407年－408年）
- 范元之（408年－409年）
- 傅韶（410年－412年）
- 索邈（413年－417年）
- 郭恭（418年）

### 刘宋
- 吉翰（424年－426年）
- 刘道产（426年－430年）
- 甄法护（430年－433年）
- 萧思话（433年－437年）
- 刘真道（437年－442年）
- 裴方明（442年－443年）
- 申坦（443年－448年）
- 刘秀之（448年－453年）
- 庞秀之（453年）
- 费沈（453年－454年）
- 梁坦（454年－459年）
- 柳叔仁（459年－463年）
- 柳元怙（463年－466年）
- 垣恭祖（466年）
- 刘灵道（466年－467年）
- 刘亮（467年－468年）
- 刘灵遗（468年－469年）
- 杜幼文（469年－473年）
- 王玄载（473年－476年）
- 范柏年（476年－478年）
- 王玄邈（478年－479年）

### 萧齐
- 王玄邈（479年－480年）
- 崔慧景（480年－485年）
- 崔庆绪（485年－489年）
- 阴智伯（489年－493年）
- 曹虎（493年－494年）
- 萧懿（494年－496年）
- 阴广宗（496年－499年）
- 柳惔（499年－502年）

### 北魏
梁州刺史（驻仇池）
- 皮豹子（442年－453年）
- 长孙寿（455年）
- 伏阿奴（470年－472年）
- 皮喜（473年－479年）
- 杨灵珍（480年）
- 穆亮（484年－486年）
- 拓跋提（487年－488年）
- 拓跋澄（488年－489年）
- 元衍（490年）
- 元英（491年－496年）
- 李崇（497年－500年）
- 杨椿（500年－501年）
- 李焕（501年－502年）
- 杨椿（503年－504年）

梁州刺史（驻汉中）
- 邢峦（504年－506年）
- 羊祉（506年－511年）
- 薛怀吉（512年－519年）
- 元彧（519年－520年）
- 元恒（521年－522年）
- 元子直（523年－524年）
- 傅竖眼（524年－528年）
- 寇儁（529年－530年）
- 董绍（530年－531年）
- 元孚（531年－532年）
- 元罗（532年－534年）[11]

### 唐朝
- 李安远（618年）
- 陈政（619年）
- 庞玉（619年）
- 张某（武德年间）
- 韩文通（624年）
- 元白泽（贞观前期）
- 窦诞（627年）
- 李孝恭（贞观前期）
- 李元昌（636年—642年）
- 李元裕（643年）
- 李恪（649年）
- 李恽（652年）
- 李忠（656年）
- 李明（659年—664年）
- 李福（670年）
- 刘德敏（贞观年间）
- 裴玄本（唐高宗时）
- 陶大举（679年）
- 李义琛（682年）
- 李元婴（683年—684年）
- 李行褒（武周初年）
- 李琨（武周时）
- 杨元琰（武周时）
- 崔玄暐（705年）
- 杨隆礼（神龙、景龙年间）
- 兰某（709年）
- 源乾曜（712年）
- 张嘉贞（唐睿宗时）
- 张守洁（716年）
- 萧嵩（717年—720年）
- 裴观（720年—722年）
- 霍廷玉（722年）
- 李畅（723年前后）
- 褒州刺史（725年—732年）
- 宋询（735年）
- 张某（开元年间）
- 王英（开元年间）
- 韦令仪（开元年间）
- 裴泛（唐玄宗时）
- 汉中郡太守（742年—758年）
- 李栖筠（758年—759年）
- 李希言（759年—760年）
- 李揖（760年）
- 高武光（761年—762年）
- 李勉（762年）
- 臧希让（762年—763年）
- 张献诚（764年—768年）
- 张献恭（768年—779年）
- 李抱玉（770年—771年）
- 贾耽（779年—782年）
- 严震（782年—784年）后为兴元尹[12]